# Tân An, Văn Bàn
Tân An là một xã thuộc huyện Văn Bàn, tỉnh Lào Cai, Việt Nam.
Xã Tân An có diện tích 31,62 km², dân số năm 1999 là 2.752 người, mật độ dân số đạt 87 người/km².